# Tenenkaas
Tenenkaas is een mengeling van epitheelcellen,  huidafscheiding, vocht, bacteriën en vuil dat zich kan ophopen onder teennagels met een karakteristieke sterke zure geur, veroorzaakt door melkzuurbacteriën.
Tenenkaas heeft geen relatie met voetschimmel en is geen huidaandoening, maar is een bacteriële ophoping in samenstelling vergelijkbaar met smegma of tandplak die verder geen directe kwalijke gevolgen voor de gezondheid heeft. Tenenkaas is te voorkomen door regelmatige reiniging van de nagelrand. Te enthousiaste reiniging kan echter leiden tot de infectieziekte fijt.

## Geurovereenkomst met kaas
De geurovereenkomst van tenenkaas en bepaalde kaassoorten is niet toevallig. De bacteriën, weliswaar levend in een andere omgeving, zijn verwant aan de bacteriën die kaas maken. Ze produceren onder andere boterzuur en de afbraakproducten ervan, wat een sterke kaasgeur kan veroorzaken. 